# Narciarski bieg na orientację

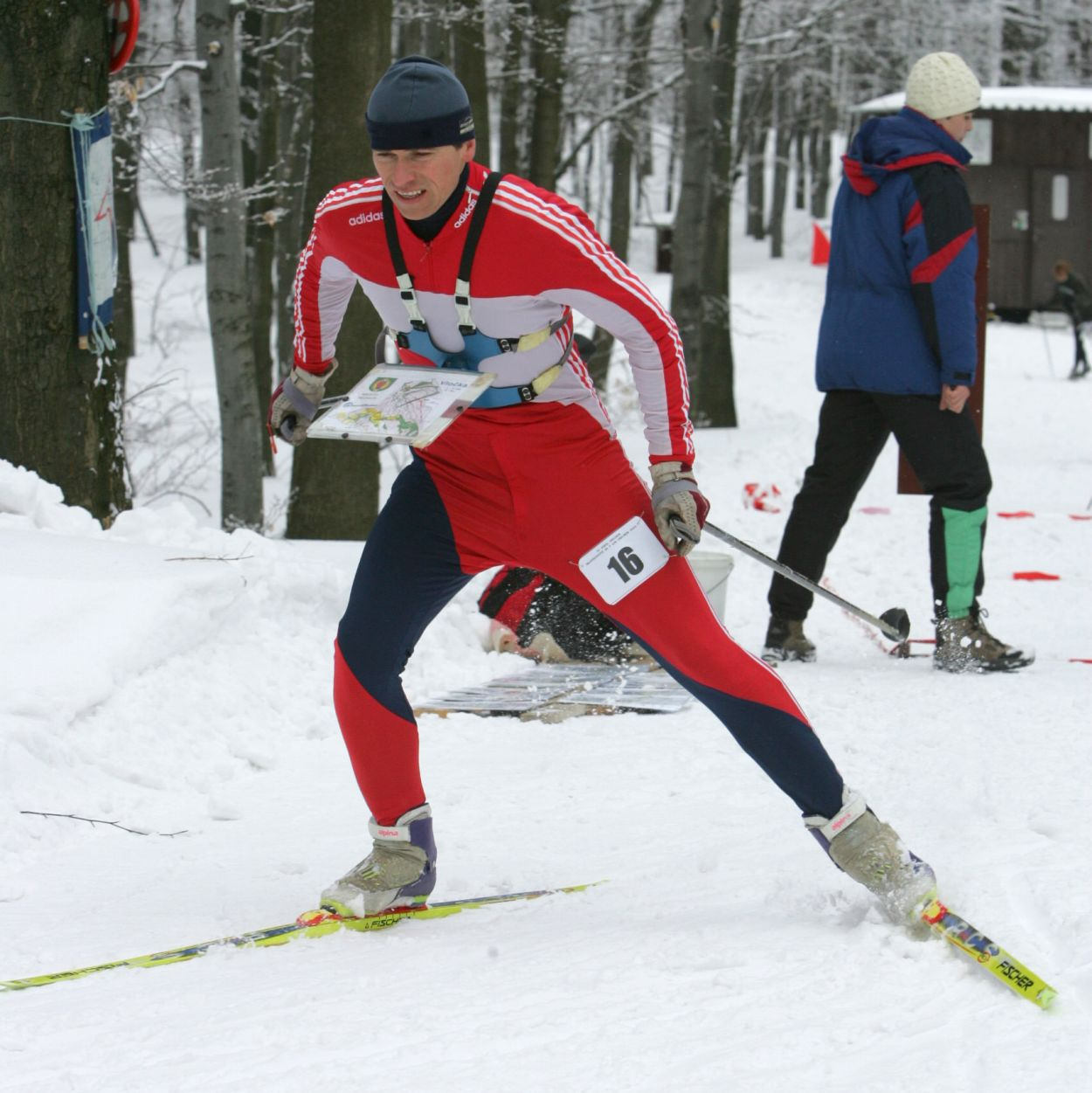
Zawodnik startujący w narciarskim biegu na orientację.

Narciarski bieg na orientację (NBnO, ang. ski orienteering, SkiO) – olimpijski sport zimowy (choć nie jest wpisany do programu zimowych igrzysk olimpijskich), który powstał z połączenia biegów narciarskich i biegu na orientację. Podobnie jak w biegu na orientację zawodnik posługując się mapą i kompasem ma za zadanie w jak najkrótszym czasie, poruszając się na nartach biegowych zaliczyć określoną trasę wyznaczoną w terenie przez punkty kontrolne. Mapa, którą posługuje się zawodnik w narciarskim biegu na orientację odróżnia się od tradycyjnej mapy do biegu na orientację naniesionymi zielonymi liniami, które oznaczają trasy przystosowane do biegu na nartach. Ponadto mapa jest przyczepiona do specjalnego mapnika przymocowanego do klatki piersiowej zawodnika, tak aby nie zajmowała mu rąk, którymi trzyma kije narciarskie.
Poziom trudności narciarskiego biegu na orientację w porównaniu z biegiem na orientację jest wyższy ze względu na konieczność posiadania umiejętności w poruszaniu się na nartach biegowych w terenie leśnym oraz doskonałego zmysłu orientacji w terenie, gdzie w czasie szybkiego poruszania się na nartach zawodnik musi podejmować szybko trafne decyzje o wyborze wariantu.

## Historia
Narciarski bieg na orientację swoimi początkami sięga podobnie jak bieg na orientację końca XIX wieku. Pierwsze zawody odbyły się 6 lutego 1899 roku w Trondheim, Norwegia, gdzie wystartowało 12 zawodników na trasie liczącej około 20 km, zwycięzca przebiegł trasę w czasie 2 godzin 30 minut i 20 sekund. Z kolei w 1900 roku zorganizowano pierwsze sztafety w Szwecji, a w 1906 pierwsze sztafety w Finlandii.
W kolejnych dekadach sport ten przede wszystkim rozwinął się w Skandynawii. Pierwszymi międzynarodowymi zawodami w narciarskim biegu na orientację ocenia się, że były zawody International Pokal der Ski-OL, które odbyły się w Bułgarii w 1972 roku. 
W dniach 26-28 lutego 1975 roku odbyły się w Hyvinkää (Finlandia), pierwsze Mistrzostwa Świata w Narciarskim Biegu na Orientację (ang. World Ski Orienteering Championships). Pierwszymi Mistrzami Świata zostali: wśród kobiet Sinikka Kukkonen (Finlandia), która pokonała trasę o długości 13,8 km z dwoma punktami kontrolnymi w czasie 83 minut i 6 sekund, a wśród mężczyzn Olavi Svanberg (Finlandia), który pokonał trasę o długości 23,4 km z czterema punktami kontrolnymi w czasie 109 minut i 19 sekund. Z kolei w 1994 roku, także w Finlandii odbyły się pierwsze Mistrzostwa Świata Juniorów w Narciarskim Biegu na Orientację.

## Obecnie
W chwili obecnej narciarski bieg na orientację staje się coraz bardziej popularny ze względu na działania prowadzone głównie przez państwa skandynawskie o umieszczenie tej dyscypliny w programie zimowych igrzysk olimpijskich. Działaniami związanymi z tą dyscypliną zajmuje się działająca w Międzynarodowej Federacji Sportów na Orientację (International Orienteering Federation - IOF) komisja do spraw konkurencji sportowej jaką jest narciarski bieg na orientację. Podobnie jest w Polsce, w Polskim Związku Biegu na Orientację działa komisja zajmująca się narciarskim biegiem na orientację.
Do rozgrywanych obecnie regularnie zawodów rangi mistrzowskiej na świecie należą:
- Mistrzostwa Świata w Narciarskim Biegu na Orientację (ang. World Ski Orienteering Championships)
- Mistrzostwa Świata Juniorów w Narciarskim Biegu na Orientację (ang. Junior World Ski Orienteering Championships)
- Mistrzostwa Świata Weteranów w Narciarskim Biegu na Orientację (ang. World Masters Ski Orienteering Championships)
- Mistrzostwa Europy w Narciarskim Biegu na Orientację (ang. European Ski Orienteering Championships)

Do innych istotnych zawodów zalicza się cykl zawodów, które tworzą Puchar Świata (ang. World Cup in Ski Orienteering).
W Polsce od 1999 roku corocznie rozgrywane są Mistrzostwa Polski w Narciarskim Biegu na Orientację (pierwsze odbyły się w Jakuszycach). 

### Narciarski bieg na orientację a olimpiada
Obecnie narciarski bieg na orientację wskazuje się jako dyscyplinę wśród sportów orientacji, która ma największe szanse stać się dyscypliną olimpijską, co wynika z prowadzonego wspólnie przez państwa skandynawskie i IOF lobby. 
Pierwszym krokiem w kierunku pokazania narciarskiego biegu na orientację na arenie międzynarodowej było włączenie tej dyscypliny do programu Międzynarodowego Festiwalu Kultury w Sugadaira w Japonia, który towarzyszył XVIII Zimowym Igrzyskom Olimpijskim w Nagano w 1998 roku. Kolejnym krokiem były w 2002 roku starania IOF-u o włączenie narciarskiej orientacji do programu XX Zimowych Igrzysk Olimpijskich, jednak decyzja nie została pozytywnie rozpatrzona m.in. z powodu małej popularności tego sportu poza krajami skandynawskimi. Także aplikacja o włączenie do programu XXII Zimowych Igrzysk Olimpijskich w 2014 roku została rozpatrzona negatywnie, gdy członkowie MKOl podjęli decyzję 28 listopada 2006 na spotkaniu w Kuwejcie.
31 sierpnia 2010 International Orienteering Federation poinformowała o złożeniu wniosku o umieszczenie narciarskiego biegu na orientację w programie XXIII Zimowych Igrzysk Olimpijskich w 2018 roku, jednak także ten wniosek został odrzucony. Obecnie trwają starania o umieszczenie narciarskiego biegu na orientację w programie XXIV Zimowych Igrzysk Olimpijskich w 2022 roku.

## Mapa

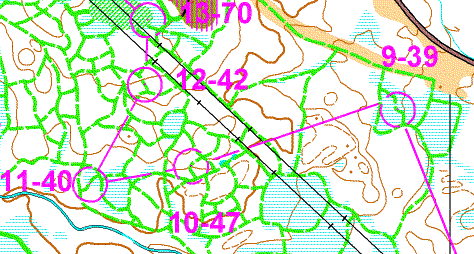
Fragment przykładowej mapy wykorzystywanej w narciarskim biegu na orientację.

Mapy wykorzystywane w narciarskim biegu na orientację są wykonane w podobnym standardzie co mapa do biegu na orientację. Jedynym elementem wyróżniającym mapy dla narciarskiej orientacji to zielona linia, która oznacza trasę przystosowaną do biegu na nartach. W zależności od grubości i ciągłości linii wyrażone są wielkość i warunki panujące na danej trasie. Drugim charakterystycznym symbolem dla tego typu mapy jest czarna, ciągła linia o szerokości 0,7 mm, która oznacza drogę pokrytą śniegiem.

## Wyposażenie zawodnika
Osoba uczestnicząca w zawodach w narciarskim biegu na orientację wyposażona jest w:
- odpowiedni ubiór dla narciarza biegającego na nartach, narty biegowe, buty do nart oraz kije narciarskie,
- mapnik – podstawa przymocowana do klatki piersiowej, na której leży mapa, tak aby zawodnik nie musiał jej trzymać w ręku,
- mapę,
- kompas,
- kartę do potwierdzania obecności w punkcie kontrolnym.